# Estero Camisas
El estero Camisas o río Ranchillo es un curso natural de agua que nace al norte de la divisoria de aguas que separa al Choapa del río Petorca, fluye en dirección NO hasta desembocar en el río Choapa.

## Trayecto
El estero Camisas inicia su camino con el nombre de quebrada Ranchillo en la divisoria de aguas sur, se dirige al norte por espacio de 9 km y luego gira al NO, dirección que mantiene hasta su junta al Choapa, después de un recorrido total de 35 km.: 288 
Camino hacia el norte, sus aguas descansan en el embalse Corrales.
| [[File:08-san-felipe.jpg\|4000px\|alt={{{Alt\|Estero Camisas, al sur de Salamanca (Chile), en un mapa de Luis Risopatrón de 1910.]] File:08-san-felipe.jpgEstero Camisas, al sur de Salamanca (Chile), en un mapa de Luis Risopatrón de 1910. |

## Caudal y régimen
El estero posee una estación fluviométrica justo antes de la junta con el río Choapa, a 400 m s. n. m. Sus mediciones presentan un notorio régimen pluvial, con sus mayores caudales en invierno. En años húmedos los mayores caudales se presentan entre junio y agosto, producto de lluvias invernales, mientras que desde octubre a mayo se mantienen prácticamente constantes. En años secos los caudales se muestran muy bajos a lo largo de todo el año, con valores inferiores a 560 l/s.: 47 

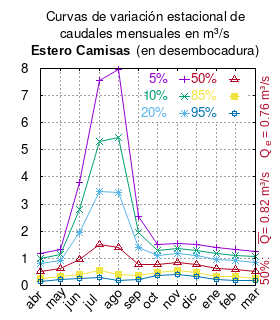
Curvas de variación estacional del estero Camisas en su desembocadura en el rio Choapa.

El caudal del río (en un lugar fijo) varía en el tiempo, por lo que existen varias formas de representarlo. Una de ellas son las curvas de variación estacional que, tras largos periodos de mediciones, predicen estadísticamente el caudal mínimo que lleva el río con una probabilidad dada, llamada probabilidad de excedencia. La curva de color rojo ocre (con {\displaystyle {\color {Red}\vartriangle }}) muestra los caudales mensuales con probabilidad de excedencia de un 50%. Esto quiere decir que ese mes se han medido igual cantidad de caudales mayores que caudales menores a esa cantidad. Eso es la mediana (estadística), que se denota Qe, de la serie de caudales de ese mes. La media (estadística) es el promedio matemático de los caudales de ese mes y se denota {\displaystyle {\overline {Q}}}. 
Una vez calculados para cada mes, ambos valores son calculados para todo el año y pueden ser leídos en la columna vertical al lado derecho del diagrama. El significado de la probabilidad de excedencia del 5% es que, estadísticamente, el caudal es mayor solo una vez cada 20 años, el de 10% una vez cada 10 años, el de 20% una vez cada 5 años, el de 85% quince veces cada 16 años y la de 95% diecisiete veces cada 18 años. Dicho de otra forma, el 5% es el caudal de años extremadamente lluviosos, el 95% es el caudal de años extremadamente secos. De la estación de las crecidas puede deducirse si el caudal depende de las lluvias (mayo-julio) o del derretimiento de las nieves (septiembre-enero).

## Historia
Francisco Solano Asta-Buruaga y Cienfuegos escribió en 1899 en su obra póstuma Diccionario Geográfico de la República de Chile sobre el nombre:
Camisa. -—Fundo del departamento de Petorca, situado en la banda del río Chuapa en el abra de un riachuelo de su nombre, parte superior, que corre desde las faldas de los Andes y va hacia el NO. á echarse en ese río á unos tres kilómetros más abajo de la aldea de Santo Tomas de Chuapa.